# Jorge Quiñonez
Jorge Quiñonez (ur. 21 września 1984) − ekwadorski bokser kategorii superciężkiej.

## Kariera amatorska
Quiñonez wielokrotnie zdobywał medale na igrzyskach oraz mistrzostwach dla krajów Ameryki. W 2008 dwukrotnie startował w turniejach kwalifikacyjnych na igrzyska olimpijskie, jednak odpadał w początkowych fazach.
W sezonie 2011/2012 reprezentował drużynę Mexico City Guerreros w rozgrywkach World Series of Boxing.